# Коленцы (Рязанская область)
Коле́нцы — село в составе Мелекшинского сельского поселения Старожиловского района Рязанской области.

## География
Село расположено на берегу реки Прони, в месте, где она делает четыре изгиба своего русла (колена) — от этого и произошло название села.

## История
В начале XVIII века купцы Сидор Томилин и Панкрат Рюмин начали добычу железной руды в селе Истье, недалеко от Коленец. Вскоре ими были построены Истьинские чугоуноплавильный и железоделательный заводы, а в 1717 году начали работу Коленцевская и Столпянская игольные фабрики.
В качестве привилегии для фабрики в 1719 году Петром I был издан указ о «О пошлинах с иностранных игол», согласно которому в Россию был запрещён ввоз игл из-за границы на 30 лет. Фабрика размещалась в 12 каменных и 5 деревянных зданиях и состояла из четырёх отделов: проволочного, игольного, булавочного и машинного. Для обеспечения работы фабрики была построена плотина на реке Проне, установлены два паровых котла. Сырье для фабрики поступало из двух мест — для игл лучшего качества ежегодно закупалось около 1200 пудов стальной проволоки из Англии, для более простых игл проволока поступала с Истьинского завода. Производство было успешным: иглы продавались не только в России, но и шли за границу, например в Персию.
После смерти Петра I братья Рюмины начали раздел имущества, в результате чего предприятие оказалось на грани банкротства — в 1730—1740-е годы оно даже попало под надзор канцелярии по делам конфискаций.
В 1755 году в селе была освящена церковь Благовещения, построенная на средства князя Григория Патрикеева Кильдишева, московских купцов первой гильдии Н. П. и И. П. Рюминых, а также С. А. Абрамова, распоряжавшегося тогда железоделательным заводом.
Ситуация на фабрике улучшилась, когда в 1773 году (за 4 года до своей смерти) её купил Пётр Кириллович Хлебников, хозяин Благовещенского медеплавильного предприятия в Уфимском уезде. Фабрику унаследовал его сын — Николай Петрович Хлебников. Новому владельцу удалось достаточно быстро восстановить производство, для фабрики архитектором В. П. Стасовым были построены новые корпуса. Но в 1806 году Н. П. Хлебников умер.
После его смерти фабрикой владели супруги Полторацкие (Д. М. Полторацкий был мужем сестры Николая Петровича Хлебникова — Анны Петровны Полторацкой), а 1842 году фабрика перешла по наследству к С. Д. Полторацкому.
Полторацкий провёл реконструкцию завода, закупил в Англии, Германии и Бельгии новое машинное оборудование, пригласил из этих стран специалистов; через 10 лет фабрика стала одной из лучших в Европе среди подобных предприятий.
Но в 1860 году Полторацкий из-за огромных карточных долгов продал фабрики и уехал из России. Фабрика перешла к братьям Барковым. В 1869 году хозяином фабрики единолично являлся Дмитрий Фёдорович Барков, но уже с 1870 года он вёл дело с компаньонами.
В 1872 году фабрика вместе с другими Истинскими заводами перешла к надворному советнику Христиану Мейену, а с 1874 года ими распоряжалось Акционерное общество русского рельсового производства. Были среди владельцев фабрики во второй половине XIX века и купец Кузнецов, и П. И. Губонин. Из-за частой смены владельцев фабрика пришла в упадок и в 1906 году была закрыта.

## Население
| 1859 | 1897  | 1906  | 2010 |
| ---- | ----- | ----- | ---- |
| 1997 | ↘1232 | ↗1653 | ↘20  |

## Достопримечательности
- Церковь Благовещения Пресвятой Богородицы

## Известные люди
В селе родились священники Русской православной церкви:
- Василий Васильевич Зимин
- Николай Васильевич Зимин